# Patrik Constantin Fries
Patrik Constantin Fries, född den 29 september 1826 på Storebro, Vimmerby socken, Kalmar län, död den 21 december 1905 i Stockholm, var en svensk militär. Han var son till Claes Henrik Fries och far till Ellen Fries.
Fries blev 1845 underlöjtnant vid Svea artilleriregemente, där han sedermera befordrades till kapten och batterichef, 1856 inspektör för kanon- och sedermera kruttillverkningen och 1858 artilleristabsofficer samt var 1859–1870 lärare i artillerivetenskap vid dåvarande Högre artilleriläroverket på Marieberg. Major 1873, inkallades han samma år som överstelöjtnant i den nybildade generalstaben, för vars militärstatistiska avdelning han utövade chefskapet, tills han, sedan 1882 överste, 1884 erhöll avsked. Åren 1874–1900 var Fries utgivare av Krigsvetenskapliga akademiens handlingar och tidskrift och 1880–1900 samma akademis sekreterare. Han utgav bland annat Föreläsningar i artilleri (1866–1869). Fries blev riddare av Svärdsorden 1869 och kommendör av första klassen av samma orden 1888. Han vilar på Norra begravningsplatsen utanför Stockholm.